# Vy-lès-Lure
Vy-lès-Lure é uma comuna francesa na região administrativa de Borgonha-Franco-Condado, no departamento de Alto Sona. Estende-se por uma área de 16 km². Em 2010 a comuna tinha 706 habitantes (densidade: 44,1 hab./km²).